# Goyo Zamoruca
Gregorio de la Fuente Perales, más conocido como Goyo Zamoruca o simplemente Zamoruca (Santander, Cantabria, 18 de agosto de 1931 – ibidem, 19 de junio de 2011), fue un futbolista español que jugó tres temporadas en Primera División con el Real Racing Club de Santander.

## Estadísticas
| Club                | Categoría        | País   | Temporada | Partidos | Goles |
| ------------------- | ---------------- | ------ | --------- | -------- | ----- |
| Racing de Santander | Primera División | España | 1952/53   | 1        | 0     |
| Racing de Santander | Primera División | España | 1953/54   | 9        | 0     |
| Racing de Santander | Primera División | España | 1954/55   | 14       | 0     |